# Eddy-K
Pour l’article ayant un titre homophone, voir Édika.

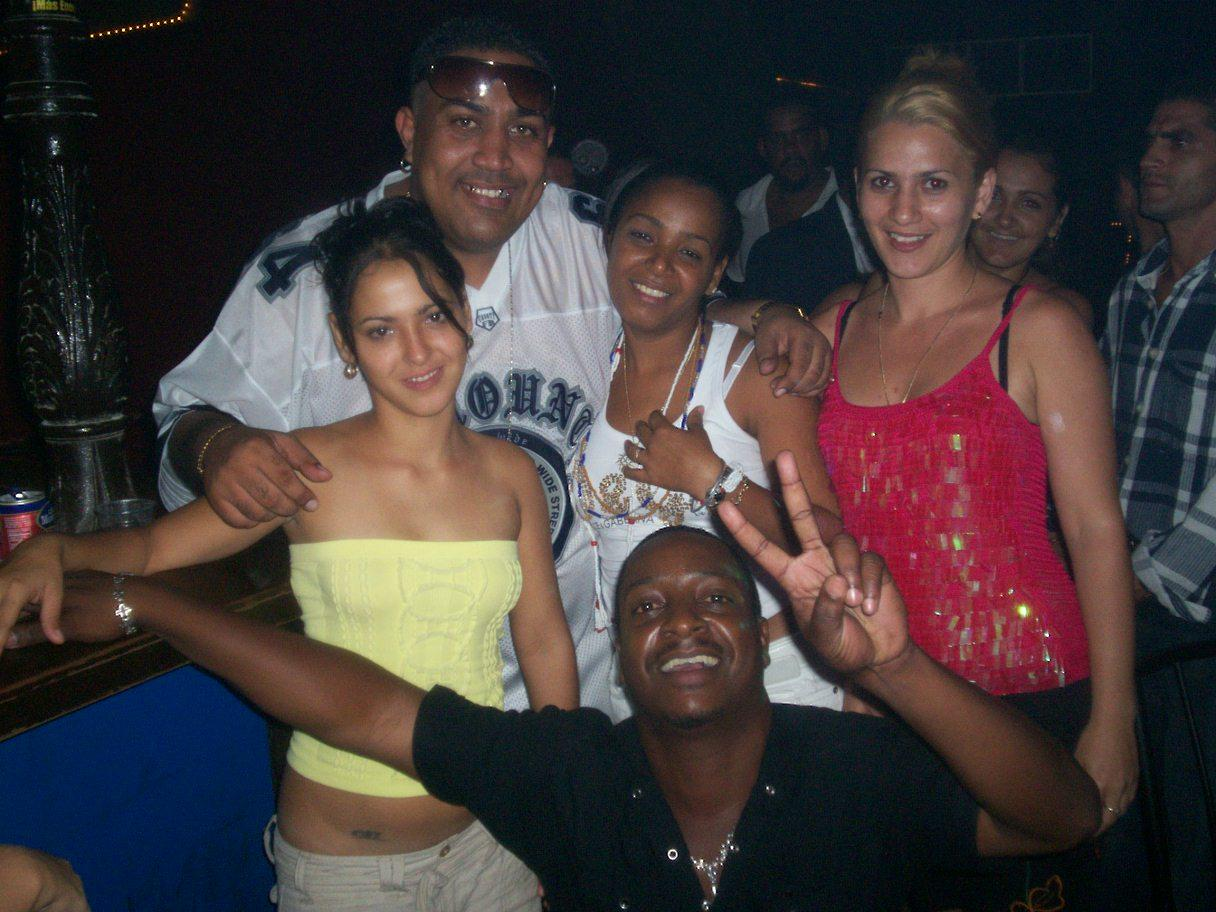
Eduardo Mora Hernández (Eddy du groupe Eddy-K) et des fans, après un concert à la « Casa de la Música » (Maison de la musique). La Havane, Cuba, 10 octobre 2006.

Eddy-K est un groupe cubain de reggaeton.

## Historiques
Eddy-K était à l'origine un duo formé par "Eddy" (Eduardo Mora Hernández) et  "K"leyden, rejoints en août 1998 par le rappeur "Jorgito" (Jorge Francisco Hernández Carvajal).
Kleidis quittera peu après le groupe qui s'est agrandi ensuite avec le chanteur "Deep Drama" (Damian Aguirre Perez, en 2000) et "DJ Tony" (José Antonio Suárez Torres, en novembre 2001).
Ils ont composé la musique de l'émission de télévision cubaine "La otra Geografía", participé à la tournée mondiale "La Charanga Habanera y Las Voces de Cuba" (Vania, Osdalgia & Haila) (en remplacement d'Halia), et fait la première partie de Don Omar à Cancún.
Un de leurs principaux tubes est La Habana me queda chiquita, une reprise du groupe de timba Pachito Alonso y su Kini Kini, avec la participation de Christian et Rey Alonso.
Entrale, titre inédit en duo avec la diva cubaine Haila apparait sur la compilation Verano Caliente.
Enfin, la chanson de l'album Aquí están los cuatro s'est classée n°3 dans le hit-parade du magazine américain "Latinos Unidos"

## Singles
- 2012: Eddy K ft. Aldo: Tengo Una Gata